# Выпрейка (приток Лужи)
Выпрейка — река в Калужской области России, протекает по территории Малоярославецкого района. Впадает в реку Лужу в 73 км от её устья по правому берегу, у села Ильинского. Длина реки составляет 16 км, площадь водосборного бассейна — 160 км².

## Данные водного реестра
По данным государственного водного реестра России относится к Окскому бассейновому округу, водохозяйственный участок реки — Протва от истока и до устья, речной подбассейн реки — Бассейны притоков Оки до впадения Мокши. Речной бассейн реки — Ока.
Код объекта в государственном водном реестре — 09010100612110000022196.